# Ейдельштейн Марк Олександрович
Марк Олександрович Ейдельштейн (н. 18 лютого 2002, Нижній Новгород, Росія) — російський актор. Популярність отримав після виконання головної ролі у драмі «Країна Саша», прем'єра якої відбулася у лютому 2022 року на Берлінському кінофестивалі. Названий журналістами «російським Тімоті Шаламе». За роль у фільмі «Анора» номінований на американську премію Гільдії кіноакторів (2025), а також включений у лонг-лист премії Британської академії в галузі кіно BAFTA (2025).
Незаконно перетинав український кордон, відвідуючи окупований Росією Крим, фігурант бази «Миротворець».

## Життєпис
Марк Ейдельштейн народився 18 лютого 2002 року в Нижньому Новгороді. У нього є молодший брат Матвій (нар. 2006). Його мати, Олеся Валеріївна Ейдельштейн, працювала викладачкою сценічної мови в Нижньогородському театральному училищі імені Євстигнєєва, куди юнак часто втікав з уроків.
Брав участь у кастингу в серіал «Вулиця», але не пройшов, про що згодом згадував із радістю.
У 2018 році Марк пройшов регіональний відбір конкурсу юних читців «Жива класика» і потрапив на всеросійський фінал, що проходив у «Артеці». Там познайомився з деканом акторського факультету ГІТІСу Тарасом Білоусовим, який порадив молодому таланту якнайшвидше закінчувати школу і вступати до театрального вишу. У 2019 році після закінчення школи екстерном вступив до Школи-студії МХАТ (майстерня Бруснікіної та Щедріна), яку закінчив у 2023 році.
2021 року в онлайн-кінотеатрі Kion вийшов альманах музичних короткометражних фільмів про підлітків «Шістнадцять+». Головними героями десятої новели «Я не боюся» стали Марк Ейдельштейн та Іларіон Маров. Того ж року знявся у драмеді «Перший сніг», повнометражному дебюті Наталії Кончаловської — дочки Андрія Кончаловського. 2022 року йому дісталася одна з головних ролей — Юрія, 16-річного онука настоятеля монастиря — у серіалі «Монастир». У 2023 зіграв Колю Герасимова у фільмі «Сто років тому вперед», а також взявся до зйомок біографічного фільму «Вітринний екземпляр», де зіграв головну роль — математика Григорія Перельмана в юності.
У 2024 році знявся у фільмі «Анора» американського режисера Шона Бейкера, який на 77-му Каннському кінофестивалі удостоївся «Золотої пальмової гілки». У січні 2025 року номінований Американською Гільдією кіноакторів на премію в категорії «Кращий акторський склад» разом зі своїми колегами з «Анори» Юрою Борисовим, Майки Медісон, Кареном Карагуляном, Ваче Товмасяном та Олексієм Серебряковим. Також включений у лонг-лист премії Британської академії в галузі кіно BAFTA (2025).

## Нагороди
- 2022 — Приз імені Юла Бріннера на 19-му фестивалі «Меридіани Тихого» за роль у фільмі «Країна Саша»[18][19].
- 2024 — Премія «Аванс» журналу «КіноРепортер» в рамках 46-го Московського міжнародного кінофестивалю[20] за ролі у фільмах «Праведник» і «Сто років тому вперед»[21].